# Pyrausta solemnalis
Pyrausta solemnalis là một loài bướm đêm trong họ Crambidae.